# Waking Up with the House on Fire
Waking Up with the House on Fire är Culture Clubs tredje studioalbum, utgivet den 22 oktober 1984.

## Låtförteckning
Sida A
1. "Dangerous Man" – 4:14
2. "The War Song" – 4:13
3. "Unfortunate Thing" – 3:08
4. "Crime Time" – 2:59
5. "Mistake No. 3" – 4:36

Sida B
1. "The Dive" – 3:47
2. "The Medal Song" – 4:15
3. "Don't Talk About It" – 3:17
4. "Mannequin" – 2:53
5. "Hello Goodbye" – 3:25

Bonuslåtar (2003 års utgåva)
1. "La Cancion de Guerra" – 4:04
2. "Love Is Love" – 3:51
3. "The Dream" – 2:29
4. "Don't Go Down That Street" – 6:34

## Medverkande
- Boy George – sång
- Mikey Craig – elbas
- Roy Hay – gitarr, piano, keyboard, sitar, elsitar
- Jon Moss – percussion, trummor

### Övriga musiker
- Phil Pickett – keyboard, bakgrundssång
- Steve Grainger – saxofon
- Kenneth McGregor – trombon
- Ron Williams – trumpet
- Helen Terry – bakgrundssång
- Imogen Exton – bakgrundssång
- Derek Green – bakgrundssång
- Alice Kemp – bakgrundssång
- Andriana Loizou – bakgrundssång
- Alanda Marchant – bakgrundssång
- Nancy Peppers – bakgrundssång
- Christopher Rainbow – bakgrundssång
- Louis Rogers – bakgrundssång
- Martin Sunley – bakgrundssång
- Tara Thomas – bakgrundssång
- Clare Torry – bakgrundssång

### Webbkällor
- Ruhlmann, William. ”Culture Club – Waking Up with the House on Fire”. Allmusic. https://www.allmusic.com/album/waking-up-with-the-house-on-fire-mw0000650042. Läst 28 maj 2024.
- ”Culture Club – Waking Up with the House on Fire”.  Discogs. https://www.discogs.com/master/48328-Culture-Club-Waking-Up-With-The-House-On-Fire. Läst 28 maj 2024.
- ”Culture Club – Waking Up with the House on Fire”. MusicBrainz. https://musicbrainz.org/release-group/43149a32-905e-3993-8501-90c41c0801d0. Läst 28 maj 2024.